# Ottavia (Rom)

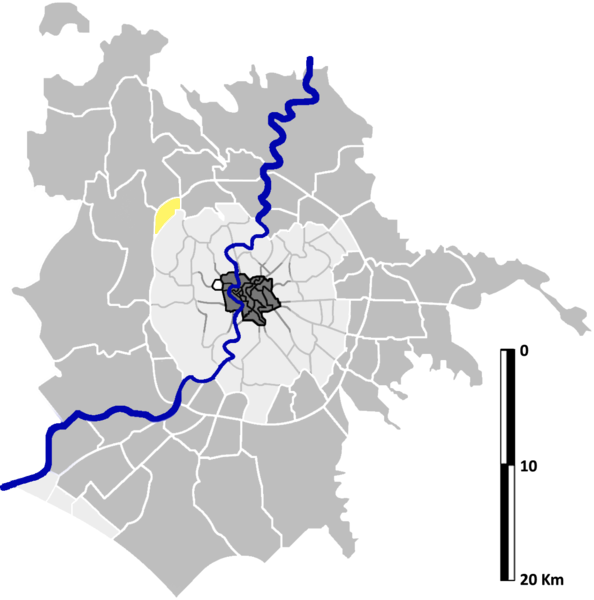
Lage von Ottavia in Rom

Ottavia bezeichnet die 50. Zone, abgekürzt als Z.L, der italienischen Hauptstadt Rom. Im Gegensatz zu den Rioni, Quartieri und Suburbi sind es die ländlicheren Gebiete von Rom. Sie gehört zum Municipio XIV und zählt 21.681 Einwohner (2016). Sie befindet sich im Nordwesten der Stadt innerhalb der römischen Ringautobahn A90 und hat eine Fläche von 3,977 km².

## Geschichte
Ottavia wurde am 13. September 1961 durch Beschluss des Commissario Straordinario gegründet. Damals wurde der Ager Romanus in 59 Zonen geteilt, denen eine römische Zahl zugeteilt wurde und ein Z vorgestellt wurde. Davon wurden sechs an die neugegründete Gemeinde Fiumicino komplett ausgegliedert und drei weitere teilweise.